# Taüll
Taüll (nieoficjalnie hiszp. Tahull) – miejscowość w Hiszpanii, w Katalonii, w prowincji Lleida, w comarce Alta Ribagorça, w gminie La Vall de Boí.
Według danych INE z 2010 roku miejscowość zamieszkiwały 264 osoby.

## Zabytki
- romański kościół San Climente zbudowany w 1123 roku[2].